# Вернёмся осенью
«Вернёмся о́сенью» — советский художественный фильм кинорежиссёра Алексея Симонова, снятый в 1979 году на киностудии Ленфильм по сценарию Вадима Трунина.

## Сюжет
В армию на резервные трёхмесячные сборы призывают большую группу мужчин. Волей судьбы резервисты Привалов, Стеценко, Кузьмин, Вязов и Богуславский встречаются в военкомате. Всем им за сорок лет, все они разных взглядов на жизнь, разных профессий и разного общественного положения. После комиссии военкомата они попадают в роту капитана Бабинова, где их определяют водителями военных машин. На первом же построении капитан Бабинов напоминает им, что в армии не надо думать, а надо выполнять приказы. А также предлагает на время прохождения сборов забыть гражданскую жизнь и вновь привыкнуть к армейской. Переподготовка требует от резервистов строгой дисциплины, соблюдения установленного распорядка и освоения новых знаний.
Через некоторое время роту поднимают по учебной тревоге и направляют в тайгу марш-броском. Капитан Бабинов получает от командования радиограмму, в которой сообщается, что недалеко от места учений возник лесной пожар и огонь подобрался к рабочему посёлку Тамтор. Рядом с посёлком на озере находятся дети. Огненное кольцо не позволяет вывезти детей в безопасное место. Капитан Бабинов отдаёт приказ командиру взвода лейтенанту Головину направленным взрывом разорвать огненное кольцо и вывезти детей из опасной зоны. Взводу Головина придаются две бортовые машины, бензовоз и группа водителей — Вязов, Привалов, Стеценко, Кузьмин и Богуславский. По дороге они подбирают врача Надю, которая направлялась на машине в посёлок Тамтор, но её водитель отказался ехать через горящий лес.
Преодолевая опасности, группа лейтенанта Головина вывозит детей из горящего леса. Всё заканчивается удачно. Счастливые резервисты прощаются с врачом Надей. Кузьмин предлагает ей руку и сердце. Становится ясно, что Наде он тоже не безразличен. Герои фильма возвращаются к своей прежней гражданской жизни.

## В ролях
- Георгий Дрозд — Привалов (озвучивает Павел Кашлаков)
- Олег Корчиков — Стеценко
- Игорь Васильев — Кузьмин (озвучивает Юрий Демич)
- Валентин Голубенко — Вязов
- Михаил Данилов — Богуславский
- Геннадий Егоров[3] — капитан Бабинов (озвучивает Николай Федорцов)
- Ирина Мирошниченко — Надя
- Игорь Молодчинин — лейтенант Головин
- Юрий Соловьёв — военком
- Алексей Кожевников — Макс
- Александр Липов — майор-сопровождающий
- Любовь Тищенко — Вязова
- Эммануил Левин — призывник
- Светлана Акимова — Оля Привалова
- Валентина Пугачёва — Анна Борисовна
- Ольга Волкова — Зина

## Съёмочная группа
- Автор сценария: Вадим Трунин
- Режиссёр-постановщик: Алексей Симонов
- Оператор-постановщик: Лев Колганов
- Композитор: Александр Журбин
- Художник-постановщик: Михаил Герасимов
- Текст песни: Давид Самойлов
- Песню исполняет Александр Хочинский